# Michail Alexandrowitsch Kostjukow
Michail Alexandrowitsch Kostjukow (russisch Михаил Александрович Костюков; * 9. August 1991 in Nischni Nowgorod) ist ein russischer Fußballspieler.

## Karriere
Kostjukow begann seine Karriere bei Wolga Nischni Nowgorod. Zur Saison 2011/12 wechselte er zum Drittligisten Chimik Dserschinsk. In seiner ersten Spielzeit bei Chimik kam er zu 38 Einsätzen in der Perwenstwo PFL, in denen er fünf Tore erzielte. In der Saison 2012/13 absolvierte er 21 Drittligapartien, mit Dserschinsk stieg er zu Saisonende in die Perwenstwo FNL auf. Nach dem Aufstieg wurde er zur Saison 2013/14 wieder von Wolga verpflichtet, allerdings direkt wieder für eineinhalb Jahre zurück an Chimik verliehen. Sein Debüt in der zweithöchsten Spielklasse gab der Flügelspieler im Juli 2013 gegen Lutsch-Energija Wladiwostok. In seiner ersten Zweitligaspielzeit kam Kostjukow zu 24 Einsätzen, in denen er ohne Torerfolg blieb. Nach weiteren 18 Einsätzen für Chimik kehrte er im Januar 2015 nach Nischni Nowgorod zurück. Für Wolga kam er bis zum Ende der Saison 2014/15 zu zwölf Zweitligaeinsätzen. In der Saison 2015/16 absolvierte er 26 Zweitligapartien. Nach Saisonende löste sich Wolga allerdings auf, wodurch Kostjukow den Verein verlassen musste.
Daraufhin wechselte er zur Saison 2016/17 zum Erstligisten Amkar Perm. Im August 2016 debütierte er gegen den FK Orenburg in der Premjer-Liga. In der Saison 2016/17 kam er zu 19 Erstligaeinsätzen, in denen er zwei Tore erzielte. In der Spielzeit 2017/18 erzielte er drei Tore in 17 Saisonspielen in der Premjer-Liga. Nach der Saison 2017/18 wurde Amkar die Lizenz entzogen und der Verein aufgelöst. Daher musste Kostjukow auch diesen Verein verlassen, woraufhin er sich zur Saison 2018/19 FK Jenissei Krasnojarsk anschloss. Für Jenissei absolvierte er 2018/19 13 Spiele in der Premjer-Liga, in denen er vier Tore machte. Mit dem Klub aus Krasnojarsk stieg er am Ende der Saison 2018/19 allerdings aus der höchsten Spielklasse ab.
Nach dem Abstieg wechselte der Offensivspieler zur Saison 2019/20 zum Erstligisten FK Tambow. Für Tambow kam er in seiner ersten Saison zu 27 Einsätzen in der Premjer-Liga und erzielte dabei sieben Tore. Nach weiteren 16 Einsätzen bis zur Winterpause 2020/21 schloss er sich im Februar 2021 dem Ligakonkurrenten Rubin Kasan an.